# Ja'akov Reischer
Ja'akov ben Josef Reischer (původním příjmením Bakofen / Bechofen, 1661, Praha – únor 1733, Mety) byl pražský rabín a halachista.

## Život
Narodil se jako syn rabiho Josefa, autora Giv'ot olam. Studoval u pražského rabína Aharona Šim'ona Spiry a později se oženil s dcerou jeho syna Benjamina Wolfa. Jeho švagrem byl také David Oppenheimer, s nímž Reischer udržoval korespondenci.
Reischer působil jako dajan v Praze, později byl povolán do rabinátu v Minsku[zdroj⁠?!] a v haličském Řešově (v jidiš Reische), po němž si změnil příjmení na Reischer. Následně v letech 1713–1719 zastával rabínské funkce v Ansbachu a Wormsu, odkud nakonec odešel do Met, kde úřadoval jako vrchní rabín až do své smrti v únoru 1733. Po smrti byl pochován na židovském hřbitově v Metách.
Jeho syn Šimon Reischer († 31. srpna 1714), byl také vynkajícím talmudistou a působil jako rabín v Roudnici nad Labem.

## Dílo
Reischer je autorem následujících spisů:
- Minchat Ja'akov (Praha, 1689 ad.), výklad k Torat ha-chatat od Mošeho Isserlese, s mnoha protiargumenty a doplněními,
- Torat ha-šelamim, výklad k Jore de'a: Hilchot nida a ke Kuntres ha-sefekot Šabtaje ha-Kohena s dodatkem obsahujícím 18 respons na různá témata (vytištěno jako druhá část Minchat Ja'akov, ib. 1689 ad.),
- Chok Ja'akov, výklad Orach chajim: Hilchot pesach, poprvé vyšlo tiskem s Šulchan aruchem, Orach chajim, Desava, 1696,
- Solet le-mincha, dodatky k Minchat Ja'akov a Torat ha-šelamim, poprvé vyšlo tiskem s Chok Ja'akov (ib. 1696),
- Ijun Ja'akov (Wilmersdorf, 1729), výklad k Ejn Ja'akov,
- Švut Ja'akov, responsa a rozhdnutí ve třech částech:

1. (Halle, 1709), s dodatkem Pe'er Ja'akov, obsahujícím novellæ k traktátům Brachot, Bava kama a Gitin,
2. (Offenbach, 1719), pojednání o pravidlech migo a sefek sefeka,
3. (Mety, 1789), obsahující také jeho Lo hibit aven be-Ja'akov, odpověď na útoky tehdejších rabínů na jeho Minchat Ja'akov a Torat ha-šelamim.